# Rudolf Stelšovský, výroba automobilů
Rudolf Stelšovský, výroba automobilů war ein tschechoslowakischer Hersteller von Automobilen.

## Unternehmensgeschichte
Rudolf Stelšovský gründete 1922 das Unternehmen in Příbram und begann mit der Produktion von Automobilen. Der Markenname lautete Stelka. Designer war Jan Švejda. 1924 endete die Produktion. Příbramská strojírna a slévárna wurde das Nachfolgeunternehmen.

## Fahrzeuge
Das einzige Modell war ein Kleinwagen. Für den Antrieb sorgte ein luftgekühlter Zweizylindermotor mit 1145 cm³ Hubraum. Das Fahrgestell wog nur 300 kg. Die Karosserie bot Platz für vier Personen. Der Neupreis betrug 29.000 Tschechoslowakische Kronen. Damit war das Fahrzeug das billigste des Prager Automobilsalons von 1923.